# Blåviksjön och Söderfors
Blåviksjön och Söderfors var en av SCB avgränsad och namnsatt småort i Lycksele kommun. Den omfattade bebyggelse i orterna Blåviksjön och Söderfors. Den klassades som småort 2000 och därefter existerar inte längre någon bebyggelseenhet med detta namn.
Blåviksjöns IF bildades 1948. Blåvallen heter idrottsplatsen. Dock har föreningen inte haft lag sen 2006. 1999 gjorde komikern Ronny Eriksson en match för laget vilket lockade upp mot 1500 personer till idrottsplatsen.